# Pingliang
Pingliang léase Ping-Liáng (en chino: 平凉市, pinyin: Píngliàng shì) es una ciudad-prefectura en la provincia de Gansu, República Popular de China. A una distancia aproximada de 280 kilómetros de la capital provincial. Limita al norte con Ningxia, al sur con la provincia de Shaanxi, al oeste con Dingxi y al este con Qingyang. Su área es de 11 325 km² y su población es de 2.240.000.
Su temperatura media anual es de 9C.

## Administración
La ciudad prefectura de Pingliang se divide en 1 distrito y 6 condados:
- Distrito Kongtong 崆峒区
- Condado Jingchuan 泾川县
- Condado Lingtai 灵台县
- Condado Chongxin 崇信县
- Condado Huating 华亭县
- Condado Zhuanglang 庄浪县
- Condado Jingning 静宁县

## Clima
El clima de la ciudad tiene un monzón influenciado por cuatro estaciones , el clima es de  continental húmedo con inviernos fríos pero secos y veranos húmedos. La temperatura mensual es de -4C en enero y 21C en julio, siendo de 8C anualmente. Más de la mitad de la lluvia va de junio a septiembre.
| Parámetros climáticos promedio de Pingliang (1971-2000) | Parámetros climáticos promedio de Pingliang (1971-2000) | Parámetros climáticos promedio de Pingliang (1971-2000) | Parámetros climáticos promedio de Pingliang (1971-2000) | Parámetros climáticos promedio de Pingliang (1971-2000) | Parámetros climáticos promedio de Pingliang (1971-2000) | Parámetros climáticos promedio de Pingliang (1971-2000) | Parámetros climáticos promedio de Pingliang (1971-2000) | Parámetros climáticos promedio de Pingliang (1971-2000) | Parámetros climáticos promedio de Pingliang (1971-2000) | Parámetros climáticos promedio de Pingliang (1971-2000) | Parámetros climáticos promedio de Pingliang (1971-2000) | Parámetros climáticos promedio de Pingliang (1971-2000) | Parámetros climáticos promedio de Pingliang (1971-2000) |
| Mes                                                     | Ene.                                                    | Feb.                                                    | Mar.                                                    | Abr.                                                    | May.                                                    | Jun.                                                    | Jul.                                                    | Ago.                                                    | Sep.                                                    | Oct.                                                    | Nov.                                                    | Dic.                                                    | Anual                                                   |
| ------------------------------------------------------- | ------------------------------------------------------- | ------------------------------------------------------- | ------------------------------------------------------- | ------------------------------------------------------- | ------------------------------------------------------- | ------------------------------------------------------- | ------------------------------------------------------- | ------------------------------------------------------- | ------------------------------------------------------- | ------------------------------------------------------- | ------------------------------------------------------- | ------------------------------------------------------- | ------------------------------------------------------- |
| Temp. máx. media (°C)                                   | 2.1                                                     | 4.5                                                     | 10.0                                                    | 17.5                                                    | 22.0                                                    | 25.6                                                    | 27.2                                                    | 25.8                                                    | 20.7                                                    | 15.0                                                    | 8.9                                                     | 3.7                                                     | 15.3                                                    |
| Temp. mín. media (°C)                                   | −9.4                                                    | −6.4                                                    | −1.1                                                    | 4.4                                                     | 8.9                                                     | 12.8                                                    | 15.7                                                    | 15.1                                                    | 10.3                                                    | 4.2                                                     | −2.3                                                    | −7.5                                                    | 3.7                                                     |
| Precipitación total (mm)                                | 3.0                                                     | 4.9                                                     | 14.4                                                    | 31.4                                                    | 45.6                                                    | 64.1                                                    | 109.2                                                   | 96.9                                                    | 61.5                                                    | 38.3                                                    | 10.3                                                    | 2.7                                                     | 482.3                                                   |
| Días de precipitaciones (≥ 1 mm)                        | 3.6                                                     | 5.0                                                     | 6.7                                                     | 7.9                                                     | 9.6                                                     | 10.7                                                    | 12.4                                                    | 12.9                                                    | 11.5                                                    | 9.2                                                     | 4.6                                                     | 2.4                                                     | 96.5                                                    |
| Horas de sol                                            | 192.8                                                   | 164.8                                                   | 177.5                                                   | 211.7                                                   | 237.8                                                   | 233.0                                                   | 229.8                                                   | 216.6                                                   | 168.7                                                   | 173.1                                                   | 180.0                                                   | 195.2                                                   | 2381.0                                                  |
| Humedad relativa (%)                                    | 55                                                      | 56                                                      | 59                                                      | 56                                                      | 60                                                      | 64                                                      | 72                                                      | 75                                                      | 78                                                      | 74                                                      | 65                                                      | 57                                                      | 64.3                                                    |
| Fuente: China Meteorological Administration             |                                                         |                                                         |                                                         |                                                         |                                                         |                                                         |                                                         |                                                         |                                                         |                                                         |                                                         |                                                         |                                                         |

- Datos: Q533985
- Multimedia: Pingliang / Q533985

visita para más
1. ↑  «郵遞區號查詢 - 郵編庫» [Consulta de código postal]. tw.youbianku.com (en chino). 2005. Consultado el 25 de enero de 2018.